# Goniothalamus tenuifolius
Goniothalamus tenuifolius este o specie de plante din genul Goniothalamus, familia Annonaceae, descrisă de George King. A fost clasificată de IUCN ca specie cu risc scăzut. Conține o singură subspecie: G. t. arborescens.